# Alexander Weidinger
Alexander Weidinger (* 18. Juni 1997 in Regensburg) ist ein deutscher Fußballtorwart. Er steht beim SSV Jahn Regensburg unter Vertrag.

## Karriere
Weidinger wurde in Regensburg geboren und begann mit fünf Jahren beim SV Wenzenbach in der gleichnamigen Gemeinde im Landkreis Regensburg mit dem Fußballspielen.  Als Siebenjähriger wurde er in das Nachwuchsleistungszentrum des SSV Jahn Regensburg aufgenommen und dort ausgebildet. Mit Ausnahme der Zeit in der U15 und U16, die Weidinger beim 1. FC Nürnberg verbrachte, durchlief er alle restlichen Juniorenteams des Jahn.
Ab Sommer 2016 war Weidinger Teil der Regensburger U21, mit der er in der Landes- wie auch in der Bayernliga spielte. Nachdem der Torhüter Anfang 2017 bereits viermal im Kader der Profimannschaft gestanden hatte, wurde er zur Saison 2018/19 fest in deren Kader als Vertreter von Philipp Pentke und André Weis integriert. Darüber hinaus war er aber weiterhin Stammtorwart der Bayernligamannschaft. Am letzten Spieltag der Saison wurde Weidinger beim 2:2 gegen den SV Sandhausen kurz vor Schluss im eigenen Stadion für Stammkeeper Pentke, der Regensburg nach vier Jahren in Richtung Hoffenheim verließ, eingewechselt.
Für die Saison 2021/22 wurde er an die SpVgg Unterhaching in der Regionalliga Bayern ausgeliehen und absolvierte dort im Laufe der Hinrunde 18 Ligaspiele, ehe die Leihe in der Winterpause vorzeitig beendet wurde und Weidinger wieder nach Regensburg zurückkehrte.

## Erfolge
SSV Jahn Regensburg
- Aufstieg in die 2. Bundesliga: 2017 (ohne Einsatz)
- Meister der Landesliga Bayern Mitte und Aufstieg in die Bayernliga: 2018